# Langham Place Circle
Langham Place Circle var en engelsk kvinnoförening, bildad 1858 vid Langham Place i London. Den har utpekats som startpunkten för organisationen av kvinnorörelsen i England. 
Den bildades av bland andra Barbara Bodichon och Bessie Rayner Parkes. Föreningen kampanjade för bland annat rätt till utbildning och arbete och gifta kvinnors rätt att hantera sina egna pengar. Den grundade Society for Promoting the Employment of Women.
Föreningen utgav den första brittiska kvinnotidningen, English Woman's Journal. 